# Mihail Katukov
Mihail Efimovici Katukov (în rusă Михаил Ефимович Катуков) (n. 17 septembrie 1900 – d. 8 iunie 1976) a fost un comandant de blindate rus, unul dintre principalii comandanți militari sovietici din timpul celui de-al Doilea Război Mondial.